# Margaret Lindsay
Margaret Lindsay, född 19 september 1910 i Dubuque, Iowa, död 9 maj 1981 i Los Angeles, Kalifornien var en amerikansk skådespelare. I flera filmer gjorde hon den stora kvinnliga birollen, men hon gjorde även huvudroller. Hennes största framgång var filmen Förbannelsens hus 1940.
Lindsay har en stjärna på Hollywood Walk of Fame vid adressen 6318 Hollywood Blvd.

## Filmografi
- 1932 – Privatdetektiv 62
- 1933 – En farlig kvinna
- 1933 – Skandalen i Hollywood
- 1934 – Dimma över Frisco
- 1935 – Tillbaka till livet
- 1935 – Hett blod
- 1935 – Den stora razzian
- 1935 – Här kommer flyget
- 1937 – En läkares ansvar
- 1938 – Skandalen kring Julie
- 1938 – Den gyllene jorden
- 1940 – Förbannelsens hus
- 1942 – Guldfågeln
- 1944 – Alaska
- 1945 – Kvinna i rött
- 1948 – Rik mans dotter